# Élections européennes de 1984 au Danemark
Les élections européennes se sont déroulées le 17 juin 1984 au Danemark pour désigner les 15 députés européens au Parlement européen, pour la législature 1984-1989.

## Résultats

### Danemark métropolitain
| Partis et coalitions | Partis et coalitions              | Voix    | %     | Sièges | Groupe |
| -------------------- | --------------------------------- | ------- | ----- | ------ | ------ |
|                      | Parti populaire conservateur      | 414 177 | 20,69 | 4      | DE     |
|                      | Mouvement populaire contre la CEE | 413 808 | 20,67 | 4      | ARC    |
|                      | Social-démocratie                 | 387 098 | 19,34 | 3      | SOC    |
|                      | Parti libéral                     | 248 397 | 12,41 | 2      | ADLE   |
|                      | Parti populaire socialiste        | 183 580 | 9,17  | 1      | COM    |
|                      | Démocrates du centre              | 131 984 | 6,59  | 1      | PPE    |
|                      | Parti du progrès                  | 68 747  | 3,43  | 0      |        |
|                      | Chrétiens démocrates              | 54 624  | 2,73  | 0      |        |
|                      | Parti social-libéral danois       | 32 560  | 1,63  | 0      |        |
|                      | Socialistes de gauche             | 25 305  | 1,26  | 0      |        |

### Groenland
| Parti | Parti   | Voix  | %    | Siège | Groupe |
| ----- | ------- | ----- | ---- | ----- | ------ |
|       | Siumut  | 7 386 | 63,5 | 1     | SOC    |
|       | Atassut | 4 240 | 36,5 | 0     |        |